# ليون ماك أوليف
ليون ماك أوليف (بالإنجليزية: Leon McAuliffe)‏ هو كاتب أغاني أمريكي، ولد في 3 يناير 1917 في هيوستن في الولايات المتحدة، وتوفي في 20 أغسطس 1988 في تلسا في الولايات المتحدة.

## وصلات خارجية
- ليون ماك أوليف على موقع IMDb (الإنجليزية)
- ليون ماك أوليف على موقع ميوزك برينز (الإنجليزية)
- ليون ماك أوليف على موقع أول ميوزيك (الإنجليزية)
- ليون ماك أوليف على موقع ديسكوغز (الإنجليزية)